# (238116) 2003 OE
(238116) 2003 OE là một tiểu hành tinh vành đai chính. Nó được phát hiện bởi Robert H. McNaught ở Đài thiên văn Siding Spring ở Coonabarabran, New South Wales, Australia, ngày 18 tháng 7 năm 2003.